# Parafia Matki Bożej Szkaplerznej w Czarnowie
Parafia Matki Bożej Szkaplerznej w Czarnowie – parafia rzymskokatolicka, terytorialnie i administracyjnie należąca do diecezji zielonogórsko-gorzowskiej, do dekanatu Kostrzyn nad Odrą. W parafii posługują księża diecezjalni. Parafia została erygowana 3 października 1973 roku. 